# Feketehomlokú kecskepapagáj
A feketehomlokú kecskepapagáj (Cyanoramphus zealandicus), korábban tahiti papagáj, a papagájalakúak rendjébe és a szakállaspapagáj-félék családjába tartozó madárfaj, mely a 19. században kihalt.

## Előfordulása
Előfordult Tahiti szigetén, ahol 1844-ben gyűjtötték az utolsó példányokat. Kihalását feltehetően a betelepített állatok okozták. Felfedezése James Cook első útja során (1769) került sor, mivel több példányt is begyűjtött. Ezek a preparátumok közül jelenleg is megtalálható kettő Liverpoolban és egy a Walter Rothschild Zoológiai Múzeumban Tringben.

## Megjelenése

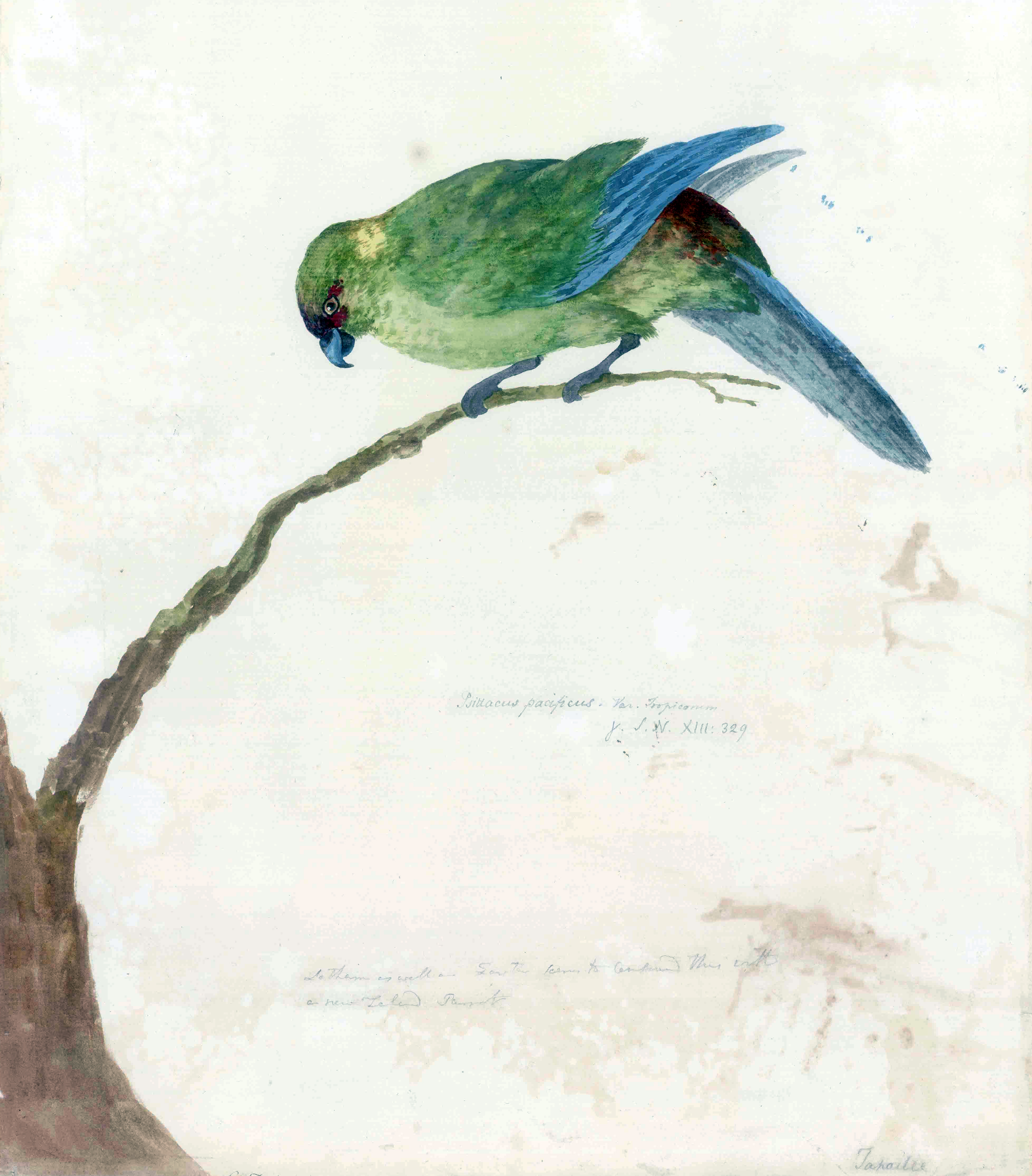
Festmény a madárról 1774-ből

Tollazata zöldes fekete színű volt.